# Deutscher Schere-Keglerbund
Der Deutsche Schere-Keglerbund (DSKB) ist der Disziplinverband für den Kegelsport Schere des Deutschen Kegler- und Bowlingbund (DKB). Er wird von den Scherebahn spielenden Landesverbänden der Bundesrepublik Deutschland getragen. Der DSKB ist der drittgrößte Disziplinverband des Deutschen Kegler- und Bowlingbunds, die Disziplin Schere ist im Westen Deutschlands und auch darüber hinaus in Westeuropa verbreitet. Die meisten Deutschen Schere Spieler gibt es in Nordrhein-Westfalen.

## Aufgaben
- Der DSKB organisiert und verwaltet für den Deutschen Kegler- und Bowlingbund den Disziplinverband Schere. Er hat die Rechtsstellung einer Sektion im DKB.
- Den Kegelsport Schere planmäßig als Spitzen- und Leistungssport sowie Breiten- und Freizeitsport zu fördern und zu organisieren.
- Alle Bestrebungen zur Errichtung und Erhaltung sportgerechter Kegelbahnen Schere durch Beratung zu unterstützen.
- Deutsche Meisterschaften und weitere sportliche Wettbewerbe zu veranstalten sowie andere sportlichen Maßnahmen durchzuführen.
- Sportliche Führungs- und Lehrkräfte im Rahmen der Ausbildungsrichtlinien des DKB aus- und fortzubilden.
- die Jugendarbeit nach den Grundsätzen der Jugendordnungen des DKB und des DSKB im Sinne der Deutschen Sportjugend (DSJ) und des Deutschen Olympischen Sportbundes (DOSB) sicherzustellen und zu fördern.[1]

## Sportkegeln im Bereich Schere

### Landesverbände
| Bundesland          | Verband                                  | Kürzel |
| ------------------- | ---------------------------------------- | ------ |
| Berlin              | Landesfachverband Berlin                 | BL     |
| Hessen              | Hessischer Kegler- und Bowlingverband    | HE     |
| Niedersachsen       | Keglerverband Niedersachsen              | NS     |
| Rheinland-Pfalz     | Landesfachverband Rheinland-Pfalz        | RP     |
| Saarland            | Sportverband Saarländischer Kegler       | SL     |
| Thüringen           | Thüringer Kegler-Verband                 | TH     |
| Nordrhein-Westfalen | Westdeutscher Kegler- und Bowlingverband | WKV    |

### Spielarten
Für sämtliche Einzel-, Paarkampf- und Mannschaftswettbewerbe ist Blockstart vorgeschrieben; in Ausnahmefällen kann im Kettenstart
gespielt werden. Bei Mannschaftswettbewerben müssen alle Spieler die gleichen Bahnen spielen.
Bei allen Spielarten besteht Gassenzwang, das heißt, dass durch direkte Kugeleinwirkung die Kegel 1, 2 oder 4 (linke Gasse) bzw. 1, 3 oder 6 (rechte Gasse) zu Fall gebracht werden müssen. Die Spieler sind für den richtigen Kegelstand und den Wurf in die richtige Gasse selbst verantwortlich. Als Zeit stehen für 30 Wurf maximal zwölf Minuten zur Verfügung. Wird diese Zeit durch Verschulden des Spielers überschritten, ist der Durchgang beendet.

### Spieldurchführung
Einzel- und Mannschaftswettbewerbe werden kombiniert ausgetragen.
| 120 Wurf – vier Bahnen – Blockstart | 120 Wurf – vier Bahnen – Blockstart |
| ----------------------------------- | ----------------------------------- |
| Bahn 1                              | 15 Wurf linke Gasse Volle           |
|                                     | 15 Wurf rechte Gasse Abräumen       |
| Bahn 2                              | 15 Wurf rechte Gasse Volle          |
|                                     | 15 Wurf linke Gasse Abräumen        |
| Bahn 3                              | 30 Wurf wie Bahn 1                  |
| Bahn 4                              | 30 Wurf wie Bahn 2                  |
| 120 Wurf – zwei Bahnen – Blockstart |                                     |
| Bahn 1                              | 15 Wurf linke Gasse Volle           |
|                                     | 15 Wurf rechte Gasse Abräumen       |
|                                     | 15 Wurf rechte Gasse Volle          |
|                                     | 15 Wurf linke Gasse Abräumen        |
| Bahn 2                              | 60 Wurf wie Bahn 1                  |

## Schere Kegelbahnen

### Bahnanlagen
Der Spielbetrieb darf nur auf Bahnanlagen durchgeführt werden, die nach den Technischen Bestimmungen des DKB abgenommen worden sind. Es darf grundsätzlich nur Material Verwendung finden, das vom DKB zugelassen worden ist. Bahnanlagen, auf denen Landesmeisterschaften oder deutsche Meisterschaften ausgetragen werden, müssen mit einem Totalisator ausgestattet sein.

### Spielbereich
Der Spielbereich hat eine Größe von 5,50 m – 6,50 m × 1,45 m und ist mit Begrenzungslinien (5 cm breiter weißer Strich) zu markieren, wobei die Lüftungsschiene als seitliche Markierung zu betrachten ist. Fehlt die hintere Begrenzungslinie, so gilt der Anfang der Anlauffläche als Begrenzung. Die Anlaufflächen müssen rutschfest sein.

### Hilfsmittel
Es ist nicht erlaubt, irgendwelche Markierungen auf den Bahnen und dem Spielbereich anzubringen. Die Benutzung von Hilfsmitteln an Schuhen und Anlaufflächen ist untersagt. An den Händen sind zur besseren Griffigkeit nur die vom DSKB/DKB zugelassenen und vertriebenen Hilfsmittel erlaubt.

### Kugeln
Jugendliche U14 müssen mit der 14er Kugel spielen. Für alle anderen Klassen ist die 16er Kugel vorgeschrieben. Der DSKB gestattet das Spiel mit eigenen Kugeln.
Ist für jede Bahn ein Kugelrücklauf vorhanden, müssen pro Bahn drei vorschriftsmäßige gleichfarbige Kugeln aufgelegt werden. Ist für eine Doppelbahn nur ein Kugelrücklauf vorhanden, sind mindestens fünf vorschriftsmäßige gleichfarbige Kugeln erforderlich.